# Où en êtes-vous: Jean-Marie Straub?
Où en êtes-vous: Jean-Marie Straub? è un cortometraggio documentario del 2016 diretto da Jean-Marie Straub.